# Unione Sportiva Pontedera 1985-1986
Questa voce raccoglie le informazioni riguardanti l'Unione Sportiva Pontedera nelle competizioni ufficiali della stagione 1985-1986.

## Rosa
| N. |                   | Ruolo | Calciatore              |
| -- | ----------------- | ----- | ----------------------- |
|    | Italia (bandiera) | A     | William Barducci        |
|    | Italia (bandiera) |       | Caiazzo                 |
|    | Italia (bandiera) | A     | Maurizio Cavaglià       |
|    | Italia (bandiera) | D     | Silvano Ciampi          |
|    | Italia (bandiera) | P     | Fabrizio Deogratias (I) |
|    | Italia (bandiera) | C     | Massimiliano Ferrari    |
|    | Italia (bandiera) | C     | Massimo Gargani         |
|    | Italia (bandiera) | D     | Giuseppe Giani          |
|    | Italia (bandiera) | C     | Silvio Giusti           |
|    | Italia (bandiera) | C     | Antonello Liucci        |

| N. |                   | Ruolo | Calciatore         |
| -- | ----------------- | ----- | ------------------ |
|    | Italia (bandiera) | C     | Alessandro Madocci |
|    | Italia (bandiera) | A     | Simone Mainardi    |
|    | Italia (bandiera) | D     | Andrea Mattolini   |
|    | Italia (bandiera) | C     | Mauro Nardini      |
|    | Italia (bandiera) | D     | Giulio Pelati      |
|    | Italia (bandiera) | C     | Pier Giorgio Pini  |
|    | Italia (bandiera) | C     | Stefano Pontis     |
|    | Italia (bandiera) | D     | Simone Tinucci     |
|    | Italia (bandiera) | A     | Stefano Tosi       |
|    | Italia (bandiera) | C     | Giacomo Zaccaria   |